# 今井和也 (実業家)
今井 和也（いまい かずや、1946年4月20日 - ）は、日本の実業家。元三井物産代表取締役副社長CFO。

## 経歴
- 1946年 - 生まれる
- 1965年3月 - 広島大学附属福山高等学校卒業
- 1969年3月 - 東京大学卒業
- 1969年7月 - 三井物産入社
- 2001年6月 - 三井物産取締役、米国三井物産副社長
- 2005年6月 - 三井物産代表取締役専務執行役員CFO、米国三井物産取締役
- 2007年4月 - 三井物産代表取締役副社長執行役員CFO
- 2008年4月 - 三井物産取締役
- 2008年6月 - 三井物産顧問、三井造船監査役